# Sheboygan Falls, Wisconsin
Sheboygan Falls là một thành phố thuộc quận Sheboygan, tiểu bang Wisconsin, Hoa Kỳ. Năm 2000, dân số của thành phố này là 6772 người.